# Edouard Filliol
Edouard Frank Filliol, född 16 december 1895 i Genève, död där 19 mars 1955, var en schweizisk ishockeyspelare. Han var med i det schweiziska ishockeylandslaget som kom på delad sjunde plats i de olympiska vinterspelen 1924 i Chamonix.